# Зоф'я Налковська
Зоф'я Налковська, у шлюбах Рігер та Гожеховська (пол. Zofia Nałkowska, 10 листопада 1884, Варшава — 17 грудня 1954, там само) — польська письменниця, журналістка, публіцистка, драматургиня, громадська та політична діячка. Лауреатка Державної премії ПНР (1953).

## Біографія
Зоф'я Налковська народилася у Варшаві. Її батько, Вацлав Налковський, походив з Новодвора (колишній Гарволінський повіт) і був відомим вченим-географом; мати Анна походила з Моравії, а молодша сестра — Ганна Налковська — була відомою різьбяркою. З. Налковська закінчила приватний пансіон і таємний Літаючий університет. Найбільшу частину знань отримала завдяки самоосвіті.
Вперше одружилася з поетом і педагогом Леоном Рігером (1875—1948). Вони жили у Кельцях і Кракові, а з 1922 року — у Варшаві, деякий час у Гродно і неподалік від Вільнюса. Подружжя розпалося близько 1909 року, хоча розлучення відбулось лише у 1918. У 1922 році одружилася з Яном Юр-Гожеховським, керівником жандармерії Польських легіонів. У 1929 році подружжя розлучилось.
У міжвоєнний період Налковська працювала для польського уряду. Брала участь в організації союзу польських літераторів, працювала у Бюро закордонної пропаганди при президії Ради і у Товаристві опіки над в'язнями.
З 1928 року — віцепрезидент польського ПЕН-клубу. Після Другої світової війни продовжувала працювати на цій посаді. У 1930-х брала активну участь у виступах проти санаційного режиму. Була одією з організаторів акцій протесту проти політичних переслідувань у Польщі. з 1933 року — членкиня Польської академії літератури.
Під час німецької окупації займалася підпільною літературною діяльністю. Брала участь у роботі Міжнародної Комісії з Дослідження гітлерівського злочину у Польщі — результатом цієї діяльності стали «Медальйони»(пол. — Medaliony) — збірка оповідань, які допомогли задокументувати період Другої світової війни.
Після закінчення війни була депутаткою Державної національної ради. Проживала в Кракові і Лодзі, а з 1950 року — у Варшаві. Брала участь у роботі Головної комісії з вивчення нацистських злочинів на території Польщі. З 1945 р — працювала у редакції літературно-громадського тижневика «Kuźniса». У 1947 р. — депутатка Установчого сейму, після прийняття нової Конституції Польщі, у 1952 р. — депутат нижньої палати Національної Асамблеї ПНР — Сейму Республіки Польща. Активна діячка Комітету захисників світу.
Померла 17 грудня 1954 року о 18:00 у результаті крововиливу в мозок. Останні миті провела у лікарні на вулиці Емілії Плятер. Похована на цвинтарі «Військові Повонзки» у Варшаві.

### Поетичний дебют
Зоф'я Налковська дебютувала як поетеса в 14 років, у «Przeglądzie Tygodniowym» за 1898 р., віршем «Пам'ятаю» («Pamiętam»). Свої вірші друкувала у варшавських журналах, між іншим, у модерністичній «Химері»(пол. — Chimera). Однак вона швидко покінчила із поезією заради прози. Її прозаїчним дебютом стала у 1904 повість «Lodowe pola» (перша з трилогії «Kobiety»), надрукована у «Prawdzie».
На початку ХХ століття вона опублікувала свої повісті «Kobiety», «Książe». Їхня тематика була тісно пов'язана із молодопольським напрямком. Однак з плином часу письменниця все більше уваги присвячувати психологічній стороні людини, людським почуттям у різних життєвих ситуаціях. Переломним моментом у творчості Налковської був час Першої світової війни. Особливо яскраво виражене прагнення до пізнання людської психіки письменниця подає у «Характерах» (пол. — Charaktery), циклі нарисів, які розширювались протягом довгих років — перші з'явилися у 1922 році, наступні — у 1948 році.
Письменниця нагороджена багатьма відзнаками. За свій найвизначніший твір міжвоєнного періоду — Межа (пол. — Granica) — отримала Державну літературну нагороду у 1936 році. Повторно їй було присуджено цю нагороду у 1953 році. Вона також отримала Золоті академічні лаври Польської Академії Літератури.
Міжнародний астрономічний союз ухвалив рішення про те, щоб один з кратерів на Венері отримав назву Налковська.

## Творчість

### Повісті
- 1906 — Жінки (пол. — Kobiety)
- 1907 — Принц (пол. — Książę)
- 1909 — Однолітки (пол. — Rówieśnice)
- 1914 — Вужі і троянди (пол. — Węże i róże)
- 1922 — На торфовищах (Na torfowiskach)
- 1923 — Роман Терези Хеннерт (Romans Teresy Hennert)
- 1925 — Дім на луками (Dom nad łąkami)
- 1935 — Межа (Granica)
- 1938 — Нетерплячі (Niecierpliwi)
- 1948 — Вузи життя (Węzły życia)
- 1953 — Мій батько (Mój ojciec)

### Драми
- 1930 — Дім жінок (Dom kobiet)
- 1931 — День його повернення (Dzień jego powrotu)
- 1935 — Рената Слушаньська (Renata Słuczańska) — на основі повісті Niedobra miłość

### Збірки новел, оповідань і нарисів
- 1909 — Кішка, тобто білі тюльпани (Koteczka, czyli białe tulipany)
- 1914 — Дзеркала (Lustra)
- 1915 — Між тваринами (Między zwierzętami)
- 1917 — Таємниці крові (Tajemnice krwi)
- 1925 — Подружжя (Małżeństwo)
- 1927 — Книга про друзів (Księga o przyjaciołach)
- 1931 — Стіни світу (Ściany świata)
- 1946 — Медальйони (Medaliony)
- 1957 — Бачення далеке і близьке (Widzenie bliskie i dalekie)

### Щоденники
- «Щоденники часів війни» — писалися протягом ІІ світової війни, видані у 1970 році.
- Том 1 — писалися у 1899—1905 рр.
- Том 2 — писалися у 1909—1917 рр.
- Том 3 — писалися у 1918—1929 рр.
- Том 4 — писалися у 1930—1939 рр.
- Том 5 — писалися у 1940—1944 рр.
- Том 6 — писалися у 1945—1954 рр.

## Екранізації
На цю тему більше можна дізнатись за посиланням: pl:Kategoria:Filmowe adaptacje utworów Zofii Nałkowskiej

## Нагороди та відзнаки
- Krzyż Wielki Orderu Odrodzenia Polski (pośmiertnie, 20 grudnia 1954)[4]
- Krzyż Komandorski z Gwiazdą Orderu Odrodzenia Polski (1952)[5]
- Krzyż Oficerski Orderu Odrodzenia Polski (1930)[6]
- Order Sztandaru Pracy I klasy (1949)[7]
- Złoty Krzyż Zasługi (1946)
- Medal 10-lecia Polski Ludowej (1954, pośmiertnie)[8]
- Złoty «Wawrzyn Akademicki» (1936)
- Nagroda państwowa I stopnia za całokształt twórczości literackiej w związku z 50-leciem twórczości[9].
- Państwowa nagroda literacka — dwukrotnie (1936 za Granicę, 1953 za całokształt twórczości)
- Nagroda miasta Łodzi (1929)